# 簡莉紋
簡莉紋（1989年3月1日—），台湾女演员、模特儿。因在《大學生了沒》擔任固定班底而進入演藝圈。

## 作品

### 節目
- 《大學生了沒》
- 《康熙來了》
- 《國光幫幫忙》
- 《娛樂百分百》
- 《天才衝衝衝》

### 電視主持
- 2015年 非凡電視台 《360行向前衝》[2]
- 2016年 八大綜合台 《世界正美麗》 主持人：劉容嘉、簡莉紋、瑪靡。[3]

### 電視劇/網路劇
| 年份   | 頻道/播放平台     | 劇名                         | 角色     | 性質       |
| 2016年 | PPTV聚力          | 我喜歡你，你知道嗎？(愛戒篇) | 華麗麗   | 女配角     |
| 2017年 | 台視              | 獅子王強大                   | 蘇菲     | 女配角     |
| 2018年 | 優酷              | 美麗見習生                   | 宋楚楚   | 女配角     |
| 2018年 | EYE TV 戲劇台     | 電競高校                     | 公主     | 第二女主角 |
| 2020年 | YouTube、Facebook | 來勾引我男友吧！             | 建寶女友 | 友情客串   |
| 2020年 | 中國大陸          | 有你才有家                   | 江玉華   |            |
| 2020年 | HBO               | 獵夢特工                     | Aura前台 |            |
| 2022年 | LINE TV           | HIStory5 - 遇見未來的你      | 陸思琪   |            |

### 電影
| 年份   | 劇名           | 角色   | 性質   |
| 2016年 | 一萬公里的約定 | 小珂   | 女配角 |
| 2017年 | 最完美的女孩   | 文雅靜 | 女配角 |

### 廣告代言
- 久津實業-波蜜果菜汁-一日蔬果
- 靠得住衛生棉
- 台灣大哥大黑梅機
- 3M抗痘洗面乳
- ING投信(蛋糕妹)
- KFC肯德基墨西哥雞肉捲
- 瓦城
- 武田合力他命
- PAPAGO行車記錄器
- 征途2
- 健酪乳酸菌飲料
- SAMSUNG SMART TV APP
- 樂扣樂扣保鮮
- 必勝客－皇家起司七重奏
- 肯德基-A咔派對雞
- KKBOX-我的歌單。我的青春
- 統一企業-來一客 one more cup-打扮篇
- 三陽工業-SYM機車
- (中國)伊利牛乳片
- (中國)永和豆漿
- 宏亞食品-77乳加x大人味 同學會濃醇篇
- chocola bb

### 平面
- 中國信託
- 新光三越週年慶
- Samsung手機
- SYM平面
- 遠傳行動國片
- Adidas酷跑接力平面
- 愛女生
- Mina
- Beauty美人誌
- Choc
- Ray
- GQ
- 壹週刊
- W style
- esquire

### MV
- 金門縣政府觀光短片
- 遠傳-行動國片
- 黃鴻升(小鬼)-澀谷
- 浩角翔起-謝謝妳
- 蕭亞軒-100分的吻(微電影)
- 2016INTEGRATE微電影-唇真美好
- 2017新竹市政府觀光短片-新竹遇到愛
- 2021 張懷顥《缺頁》
- 2021 理想混蛋《我反芻著你留下的寂寞》

## 外部連結
- 簡莉紋的Facebook專頁
- 簡莉紋的Instagram帳戶
- 簡莉紋的新浪微博